# Andros Townsend
Andros Darryl Townsend (Leytonstone, Inglaterra, 16 de julio de 1991) es un futbolista británico que juega como centrocampista para el Kanchanaburi Power F. C. de la Liga de Tailandia. Ha sido internacional con la selección de fútbol de Inglaterra.
Proveniente de las divisiones inferiores de Tottenham Hotspur, fue cedido en préstamo a nueve clubes diferentes antes de lograr la titularidad en los «Spurs» durante la temporada 2013-14.

## Trayectoria

### Inicios
Townsend es un producto de las divisiones inferiores del Tottenham Hotspur, equipo del cual ha formado parte desde sus nueve años, y al cual ha estado ligado profesionalmente desde 2009.

### Cesiones a otros equipos
Townsend pasó por varios otros clubes ingleses con el fin de obtener mayor experiencia antes de afianzarse con el primer equipo del Tottenham. Su primera cesión se dio en marzo de 2009, cuando fue enviado al Yeovil Town por el resto de la temporada. Allí hizo su debut profesional en un partido ante el Milton Keynes Dons. Con Yeovil anotó su primer gol y ayudó al club a evitar el descenso en esa temporada.
Tras su paso por Yeovil Town, Townsend fue enviado a préstamo al Leyton Orient ese mismo año y al MK Dons a principios de 2010. Luego de regresar brevemente al Tottenham en esa temporada, hizo su debut con el club el 16 de septiembre de 2010 en un partido ante el Reading. Los Spurs volvieron a ceder a Townsend para la temporada 2010-11, esta vez al Ipswich Town en agosto de 2010 y al Watford en enero de 2011. La temporada 2011-12 vio al joven jugador pasar por tres clubes, esta vez el Millwall en marzo de 2011, y el Leeds United y el Birmingham City en 2012. Townsend también jugó algunos partidos para el Tottenham mientras estuvo con el club en esta última campaña, siendo titular en gran parte de los partidos jugados por el club en la UEFA Europa League.

### Regreso al Tottenham
Townsend regresó al Tottenham para jugar la pretemporada 2012-13 de los Spurs en Estados Unidos, impresionando al nuevo director técnico, André Villas-Boas. Townsend anotó su primer gol con el Tottenham el 26 de septiembre de 2012 en la victoria 3-0 contra Carlisle United por la Copa de la Liga de Inglaterra.

### Fichaje por el Newcastle
El 27 de enero de 2016 se anunciaba su fichaje por el Newcastle a cambio de 15,7 millones, firmando un contrato por 5 años.

## Selección nacional
Tras representar a Inglaterra en varios niveles juveniles, debutó con la absoluta contra Montenegro marcándole un gol.

## Estadísticas

### Clubes
| Club                               | País       | Año       | Partidos | Goles |
| ---------------------------------- | ---------- | --------- | -------- | ----- |
| Tottenham Hotspur F. C.            | Inglaterra | 2009-2016 | 93       | 11    |
| Yeovil Town F. C. (cedido)         | Inglaterra | 2009      | 10       | 1     |
| Leyton Orient F. C. (cedido)       | Inglaterra | 2009      | 26       | 2     |
| Milton Keynes Dons F. C. (cedido)  | Inglaterra | 2010      | 9        | 2     |
| Ipswich Town F. C. (cedido)        | Inglaterra | 2010      | 16       | 1     |
| Watford F. C. (cedido)             | Inglaterra | 2011      | 3        | 0     |
| Millwall F. C. (cedido)            | Inglaterra | 2011      | 11       | 2     |
| Leeds United F. C. (cedido)        | Inglaterra | 2012      | 7        | 1     |
| Birmingham City F. C. (cedido)     | Inglaterra | 2012      | 16       | 0     |
| Queens Park Rangers F. C. (cedido) | Inglaterra | 2013      | 12       | 2     |
| Newcastle United F. C.             | Inglaterra | 2016      | 13       | 4     |
| Crystal Palace F. C.               | Inglaterra | 2016-2021 | 185      | 16    |
| Everton F. C.                      | Inglaterra | 2021-2023 | 27       | 7     |
| Luton Town F. C.                   | Inglaterra | 2023-2024 | 32       | 1     |
| Antalyaspor                        | Turquía    | 2024-2025 | 23       | 2     |
| Kanchanaburi Power F. C.           | Tailandia  | 2025-     |          |       |